# Ana Lucia de Leon
Ana Lucia de Leon (* 24. Juni 1991) ist eine guatemaltekische Badmintonspielerin. 

## Karriere
Ana Lucia de Leon stand bei den Guatemala International 2010 im Achtelfinale des Damendoppels und Dameneinzels. Bei den Pan Am Games 2011 in Guadalajara erreichte sie ebenfalls das Achtelfinale ebenso wie bei der Panamerikameisterschaft 2012. 2013 siegte sie bei den Venezuela International. Bei den Juegos Bolivarianos 2013 gewann sie Silber mit dem Team und Bronze im Damendoppel und im Dameneinzel. 2014 erreichte sie das Halbfinale der Mercosul International.